# Batalla de Loma Alta
La Batalla de Loma Alta tuvo lugar el 24 de abril de 1860 en las inmediaciones de Loma Alta en el estado de Zacatecas, México, entre elementos del ejército liberal de la Guardia Nacional de San Luis Potosí y Zacatecas, al mando del general José López Uraga y elementos del ejército conservador comandados por el general Rómulo Díaz de la Vega durante la Guerra de Reforma.

## La batalla
Mientras Miguel Miramón se encontraba sitiando el puerto de Veracruz, Jesús González Ortega estaba formando en el estado de Durango un ejército con el que atacaría los estados de Zacatecas y de San Luis Potosí. Al mismo tiempo, los generales liberales Pedro Ogazón y Antonio Rojas habían logrado dominar el estado de Colima y el sur de Jalisco, que amenazaba a la ciudad de Guadalajara. Tras la victoria del general Uraga en Loma Alta, tomó San Luis Potosí y se preparó para marchar con dirección al Bajío. La batalla terminó como victoria liberal tomando prisionero al general Rómulo Díaz de la Vega y a todo su ejército.